# Liste der Baudenkmäler in Altendorf (Essen)
Die Liste der Baudenkmäler in Altendorf (Essen) enthält die denkmalgeschützten Bauwerke auf dem Gebiet von Essen-Altendorf (Essen), Stadtbezirk I, in Nordrhein-Westfalen (Stand: Oktober 2018). Diese Baudenkmäler sind in der Denkmalliste der Stadt Essen eingetragen; Grundlage für die Aufnahme ist das Denkmalschutzgesetz Nordrhein-Westfalen (DSchG NRW).

| Bild                                            | Bezeichnung                                     | Lage | Beschreibung | Bauzeit   | Eingetragen seit  | Denkmal- nummer |
| ----------------------------------------------- | ----------------------------------------------- | --- | --- | --------- | ----------------- | --------------- |
| Kirche St. Mariä Himmelfahrt                    | Kirche St. Mariä Himmelfahrt                    | Ehrenzeller Straße 45 Karte | auch Altendorfer Dom genannt; Basilika-Typ, Grundsteinlegung 1891, Benediktion 1892, Konsekration 1897, 1943 teilzerstört, bis 1952 durch Engelbert Köjer wiederaufgebaut | 1891–1897 | 13. Oktober 1994  | 791             |
| Hochbunker                                      | Hochbunker                                      | Helenenstraße 16a Karte | Im Rahmen des im Oktober 1940 angeordneten Führer-Sofortprogramms für den Luftschutz errichtet, Grundfläche etwa 1420 m², erbaut für 1150 Personen auf sechs Etagen war er der größte Hochbunker der während des Zweiten Weltkrieges in Essen entstand, zur Zeit des Kalten Krieges modernisiert, Anfang 2017 aus Bundeseigentum an einen Dellwiger Bauunternehmer versteigert | 1940–1943 | 10. Juli 2015     | 970             |
| Hüttmann-Schule                                 | Hüttmann-Schule                                 | Hüttmannstraße 86 Karte | Städtische Gemeinschaftsgrundschule, 2011 saniert | nach 1914 | 14. November 1991 | 703             |
| Kleinhaussiedlung Altendorf / Wohnhof Dransfeld | Kleinhaussiedlung Altendorf / Wohnhof Dransfeld | Kleinhaussiedlung Altendorf zugehörige Straßen - Bockmühlenweg - Gaußstraße - Graßmannstraße - Hedwig-Dransfeld-Platz - Heinrich-Strunk-Straße - Hirtsieferstraße - Lichterweg - Nöggerathstraße - Riemannstraße - Martin-Volmar-Straße - Mercatorstraße - Möbiusstraße Karte | Wird auch als Hirtsiefer-Siedlung bezeichnet, benannt nach dem Zentrumspolitiker Heinrich Hirtsiefer. | um 1910   | 11. Mai 1995      | 841             |
| Hochbunker                                      | Hochbunker                                      | Körnerstraße Karte | Im Rahmen des im Oktober 1940 angeordneten Führer-Sofortprogramms als achtgeschossiger Rundbunker für 675 Personen für den Luftschutz errichtet, später bis 2011 für den Zivilschutz mit ABC-Schutz für etwa 1500 Personen im Kalten Krieg vorgesehen. Im Dezember 2016 aus Bundeseigentum an privat versteigert.                                                              | 1941–1943 | 29. April 2014    | 967             |